# 中国の仏教
中国の仏教（ちゅうごくのぶっきょう）では、中華圏における仏教について詳述する。現在の中華人民共和国の仏教徒は、1億8500万人から2億5000万人と推定されている 。
中華人民共和国の宗教区分では漢族仏教（大乗仏教）、チベット仏教、南仏教（上座部仏教）の3つに分けられる。

## 歴史

仏教のシルクロード伝播

### 後漢（伝来）
中国地域への仏教の伝来は、1世紀頃と推定される。
伝来に関する説話は幾つかあるが、最も有名なのは、後漢の永平10年（67年）の明帝と洛陽白馬寺に纏わる求法説話である。また『後漢書』には、楚王英伝に仏教信仰に関する記録がある。
また、1990年代以降に古代中国に仏教が伝来した時代の遺物の意匠中から仏像と見られるものが発見されるなど、考古学的な面からもこの時代に仏像が伝来していたことが立証されている。恐らく、シルクロードを往来する商人が仏像を持ち込み、それから民衆の間に徐々に仏教が浸透していったものと推定される。
また、後漢末期の武将として小説『三国志演義』にも登場する笮融が、揚州に大寺を建立した事で知られている。
桓帝の時期にインドや西域の仏教者が漢土に到来して、洛陽を中心に仏典の翻訳に従事した。なかでも安世高・安玄・支婁迦讖（支讖）・竺仏朔（竺朔仏）・支曜・康巨・康孟詳・竺大力らが経典の訳出に携わった。また初めての漢人出家者として厳仏調が現れ、安玄の訳経を助けた。
この時代の仏教関係の仏教書としては『牟子理惑論』や『四十二章経』など、幾つか挙げられるが、いずれも後世に書かれた物であるとの疑いが強い。明帝の求法説話や摂摩騰の『四十二章経』等の翻訳を架空の創作とすると、中国で初めて仏教の経典を翻訳したのは、安息国（パルティア）出身の安世高となる。安世高は『安般守意経』『陰持入経』等の部派仏教の禅観に関する経典やアビダルマ論書である『阿毘曇五法行経』を訳した。
また『出三蔵記集』巻七、「道行経後記」によれば、霊帝の時期に竺仏朔・支婁迦讖らが大乗経典の『道行般若経』を訳出したという。また『般舟三昧経』が光和2年（179年）の10月8日に胡本から漢訳された（『道行般若経』は同年10月18日）。なかでも、『般舟三昧経』が説く般舟三昧は禅観法として受容され、東晋の時代に白蓮社が結成されるに至った。インドや西域など幅広い地域から部派仏教と大乗仏教双方の仏典が時を同じくして相次いで訳された。

### 三国・両晋・五胡十六国時代

玄奘。ナーランダ僧院より仏典を持ち帰った。

紀元3世紀頃より、サンスクリット仏典の漢訳が開始された。この時代は華北のみならず、江南地方でも支謙や康僧会によって訳経が始まり、それと同時に仏教が伝えられた。その一方で、中国人の出家者が見られるのはこの時代からである。記録に残る最初の出家者は、朱士行である。また、この時代の主流は、支遁（314年 - 366年）に代表される格義仏教であった。訳経僧の代表は、敦煌菩薩と呼ばれた竺法護である。
紀元4世紀頃から、西方から渡来した仏図澄（? - 348年）や鳩摩羅什（344年 - 413年）などの高僧が現われ、旧来の中国仏教を一変させるような転機を起こす。前者は後述の釈道安（314年 - 385年）の師であり、後者は、唐の玄奘訳の経典群に比較される程の数多くの漢訳仏典を後世に残している。
仏図澄の弟子である釈道安が出て、経録（経典目録）を作り、経典の解釈を一新し、僧制を制定したことで、格義仏教より脱却した中国仏教の流れが始まる。釈道安の弟子である廬山の慧遠（334年 - 416年）は、白蓮社を結成した。

### 南北朝時代
5世紀になると、『華厳経』・『法華経』・『涅槃経』などの代表的な大乗仏典が次々と伝来するようになる。また、曇鸞（476年 - 542年）が浄土教を開いた。東アジア特有の開祖仏教はこの時から始まる。
またこの時代、北朝の北魏では、太武帝の廃仏（三武一宗の廃仏の第1回目）の後、沙門統の曇曜を中心に仏教が再興され、平城郊外には大規模な仏教石窟寺院である雲岡石窟が開削された。その後、孝文帝が洛陽に遷都すると、仏教の中心も洛陽に移り、郊外の龍門に石窟が開かれた。また、洛陽城内には、永寧寺に代表される堂塔伽藍が建ち並び、そのさまは『洛陽伽藍記』として今日に伝えられている。永寧寺の壮大な伽藍を見た達磨は、連日「南無」と唱えたという。
一方、南朝でも仏教は盛んであったが、中でも、希代の崇仏皇帝であり、またその長命の故にか、リア王に比せられるような悲劇的な最期を遂げることになる、南朝梁の武帝の時期が最盛期である。都の建康は後世「南朝四百八十寺」と詠まれるように、北朝の洛陽同様の仏寺が建ち並ぶ都市であった。
このような北魏及び南朝梁の南北両朝における仏教の栄華は、6世紀、北魏においては六鎮の乱に始まる東魏・西魏分裂、南朝梁では侯景の乱によるあっけない南朝の衰退によって、一転して混乱の極地に陥ることとなる。そして、それを決定づけたのが、北周の武帝の仏教・道教二教の廃毀と、通道観の設置である（三武一宗の廃仏の第2回目）。当時、慧思の「立誓願文」に見られるような、中国で流行し出していた末法思想と相まって、また、学問的な講教中心の当時の仏教に反省を加える契機を与えたものとして、中国仏教の大きな分岐点の一つとなったのが、この2度目の廃仏事件である。

### 隋
北周の覇業を継承した隋の文帝は、南朝陳を併合することで、西晋以来の中国の統一を成し遂げる。が、宗教政策においては、武帝のそれを継承せず、仏教復興政策というよりも、儒教に変わって仏教を中心に据えるほどの仏教中心の宗教政策、いわゆる仏教治国策を展開することとなる。漢代以来の長安城の地を捨てて新たに造成され、唐の長安の礎となる大興は、国寺としての大興善寺をその中心に据え、洛陽・建康に代わる仏教の中心地となる。また、文帝はその晩年、崇仏の度を増し、中国全土の要地に舎利塔を建立し、各地方の信仰の中心とした。その年号をとって、仁寿舎利塔と呼ばれる。これが、日本の国分寺の起源となるものである。また、その発想は、インドのアショーカ王が各地に建てたという仏塔（ストゥーパ）に通じている（中国では阿育王塔という）。
隋の第2代皇帝煬帝は、暴君の悪名高い天子ではあるが、その即位前、晋王時代より、天台智顗を崇敬したことで知られ、智顗より菩薩戒を受けているほか、行在所に初めて内道場を設けてより身近な場所で仏教を信仰した。
6世紀には、次々と仏教宗派が生まれた。ただし、中国における宗派とは、日本における各宗派独自の制度を持った独立的な組織としての教団的な色彩は薄く、奈良時代の南都六宗に通じるような、講学上や教理上の学派に近いものであった。
- 菩提流支（508年 - 535年）による地論宗
- 真諦（499年 - 569年）による摂論宗
- 菩提達摩（? - 536年）によるとされる禅宗
- 智顗（538年 - 597年）による天台宗
- 吉蔵（549年 - 623年）による三論宗
- 杜順（557年 - 640年）による華厳宗
- 道綽（562年 - 645年）による浄土教

これらの中で、隋唐代に教団的色彩を持つに至るのは、天台宗と禅宗である。

### 唐
唐の建国当初、仏教は未だ国家の統制下にあり、造寺や度僧は制限を受けていた。更に、高祖の時期には、排仏主義者で元道士の太史令の傅奕による排仏案が何度も献策されていた。
紀元7世紀の最も重要な高僧は、玄奘三蔵（600年 - 664年）である。唐の国禁を破って天竺（インド）へ仏典請来の大旅行を決行した（630年 - 644年）。彼の請来した仏典は、太宗の庇護を受けて、組織的に漢訳が進められ、後世の東アジアの仏教の基盤となった。彼の弟子の慈恩大師基（632年 - 682年）は法相宗を開宗した。
この時代の各宗派の状況を順に上げれば、善導（613年 - 681年）が浄土教を大成した。禅宗は、第五祖弘忍（602年 - 674年）以後、南北二宗に分裂した。分裂当初は、長安を中心とした唐の中心部、都市部に教線を張った神秀（? - 706年、第六祖）の北宗が優勢であったが、慧能（638年 - 713年）が禅宗の諸派中、後に主流となる南宗において第六祖と呼ばれた。法蔵（643年 - 712年）が華厳宗を確立した。善無畏（637年 - 735年）金剛智（669年 - 741年）が密教を伝えた。
もう一つ、この時代の仏教で忘れてはならないのは、末法思想に基づく三階教の存在である。各宗派の僧が一緒に住むのが通例であった当時の寺院制度の中で、三階教のみが他宗派とは別組織としての、独自の三階寺院を持つに至った。しかし、三階教は無尽蔵と呼ばれる金融組織を持っていたことなどから、弾圧の対象となり、姿を消すこととなった。
また、唐を一時中断させて武周を建てた武則天も、妖僧薛懐義を重用し、一種の恐怖政治を行うなど問題が多いが、熱心な仏教信者であった。その武周革命には、偽作とはいえ仏教経典である『大雲経』を利用しており、日本の国分寺に通じる大雲経寺を各地に建立した。また、同姓の老子（李耳）を祖と仰ぐ唐の慣例で宮中での席次は「道先仏後」と定められていたのを「仏先道後」に改めた。さらに、自身の姿に似せたという大仏を龍門の奉先寺に造営し、その威容は今日まで伝えられている。
紀元8世紀には、不空（706年 - 774年）が密教を大成した。不空の弟子の恵果の密教は、真言密教として日本の空海に伝えられることになる。一方禅宗の方は北宗禅の神秀の下を出た荷沢神会（684年 - 758年）が慧能に参じ、自らを七祖とし、慧能を禅宗六祖とする南宗禅の立場を確立した。
紀元9世紀は、黄檗希運（? - 850年）・臨済義玄（? - 867年）・趙州従諗（778年 - 897年）らの禅宗（南宗）が盛んであった。
また、この時代、仏教信者の多い宦官勢力に影響されて、仏教を崇敬する皇帝が多く現れた。第14代皇帝憲宗も、そういった皇帝の一人であった。彼は、30年に一度しかいわゆる御開帳されない法門寺の仏舎利を長安に迎えて盛大な法会を執行した。韓愈は、「論仏骨表」を上奏し、その偽妄であることを直諌したが、受け入れられる筈もなく、当時は未開発であり、風土病などによって中央の人々から恐れられていた潮州に左遷されることとなった。
しかし、武宗の会昌年間（841年 - 846年）の会昌の廃仏（法難）と呼ばれる仏教弾圧事件（三武一宗の廃仏の第3回目）を契機として、仏教の勢力は急速に衰えることになった。この事件の同時代資料であり、その状況を現代に伝えるのは、日本の入唐僧円仁の入唐求法巡礼行記である。ただし、弾圧自体は武宗の治世のみで取りやめられ、次の宣宗以降、仏教は復興することとなる。
廃仏より復興はするが、この時期、唐代自体が安史の乱以降、各地の節度使勢力によって中央集権的な求心力を失っていたこともあり、往日の長安を中心に繁栄した様が再現されることはなかった。やがて、黄巣の乱を契機として、唐代は一気に衰亡の一途をたどった。

### 五代・宋・元
唐代が滅亡した後、五代十国の分裂時代になり、五代最後の後周の世宗によって廃仏事件が起きた（三武一宗の廃仏の第4回目）。
北宋の統一後、宋の太祖は行き過ぎた仏教への投資をやめ、出家制度においては度牒の出売を行なって、国家財政の一助とするとともに、賜額制度、寺院の資産への課税による寺院統制を行い、やがて五山十刹制度として国家の統制の下に管理する事に成功した。
また宋代には、司馬光の『資治通鑑』の影響を受けて、志磐の『仏祖統紀』に代表される、通史として叙述された仏教史書が編纂され、その傾向は元代から明初にまで及んだ。
中国地域の仏教は北宋以降、禅宗と浄土教を中心に盛んであったが、元・清の時代には王朝がチベット仏教に心酔したこともあり、密教も広まった。
また一方で、『輔教編』を著わして儒・仏の一致を説いた北宋の仏日契嵩や、『三教平心論』を著わした劉謐らに、儒教と仏教、あるいは道教も含めた三教が融合すると主張する傾向も見られ、インド起源の仏教が次第に本来のインド的な特色を失い、中国的な宗教へと変貌を遂げて行く時期でもある。やがて、その傾向は、仏教とは一線を画した民間宗教としての、白蓮教や白雲宗として、姿を現すこととなる。同時に、それらの民間教派は、時の政府の弾圧の対象、いわゆる邪教として、取り締まられ排斥されるようになる。

### 明・清
明・清になると、仏教教団、とりわけ出家者である僧尼には目立った活動をする者が、雲棲祩宏（1535年 - 1615年）ら四大師と称される一部しか見られなくなった。
その一方で、知識層においては在家の居士による居士仏教が盛んとなり、一方では、儒教や仏教、道教の要素を取り入れながらも、それら三教とは一線を画した民間宗教の経典である宝巻を所依の経典とする羅教等の、三教の伝統的教派とは、より異質な民間宗教が現れてくる。これらの教派に至っては、秘密結社である青幇や紅幇との結びつきが密接になった。
清朝末期になると、楊文会を中心とした開明的な居士仏教の運動が起こる。金陵刻経処で新たに経典を刊刻したり、日本の南条文雄や、インド・ヨーロッパの仏教学者と交流をはかるなどの活発な活動を行った。また、当時の思想界にも影響を与えた。

### 中華人民共和国
第二次世界大戦が終わり、中国国民党が台湾に逃れて、中国共産党により中華人民共和国が成立すると、政府が宗教活動を統制するために中国仏教協会が設立されてダライ・ラマは名誉会長を務めた。1960年代の文化大革命でチベット仏教など中国国内の仏教徒への極端な弾圧と仏像や寺院など仏教遺産への破壊が行われた。中でもチベット地域では、多数の寺院が破壊され、多数の僧侶が虐殺されて、ダライ・ラマを初めとするチベット政府はインドへ逃れざるを得なかった。
21世紀になった現在の中国では、中国政府は仏教文化を破壊した文化大革命の非を認め、再び仏教文化の保護政策に戻っている。日本との国交正常化の直後の昭和51年頃には中国国内の仏教寺院は荒れ果てていたが、現在では華僑などの資金援助によって沿海部を中心に仏教寺院などが復興を遂げている。

## 記念日
中国の仏教徒は数多くの宗教的な祭りや記念日を祝い、これらは最も広く参加され、人気のある中国の仏教行事である。
中国の仏教徒にとって最も重要な祝日には、釈迦誕生日（灌仏会, 旧暦4月8日）、旧正月と灯籠流し（旧暦1月1日と1月15日）、中元（旧暦7月15日）などがある。

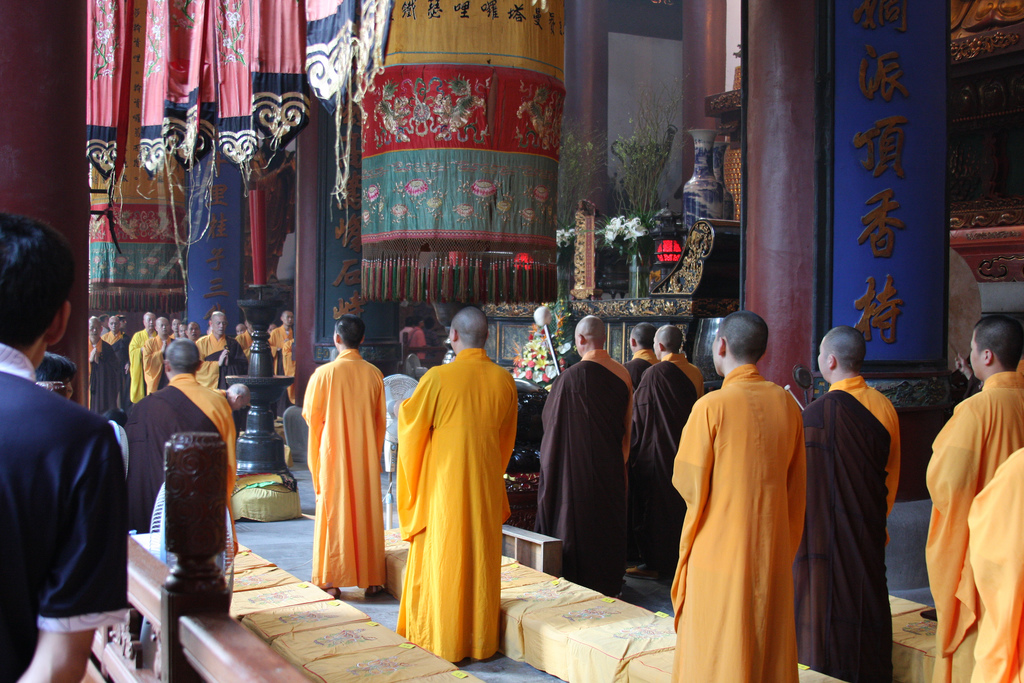
浙江省杭州市での伝統的な仏教儀式
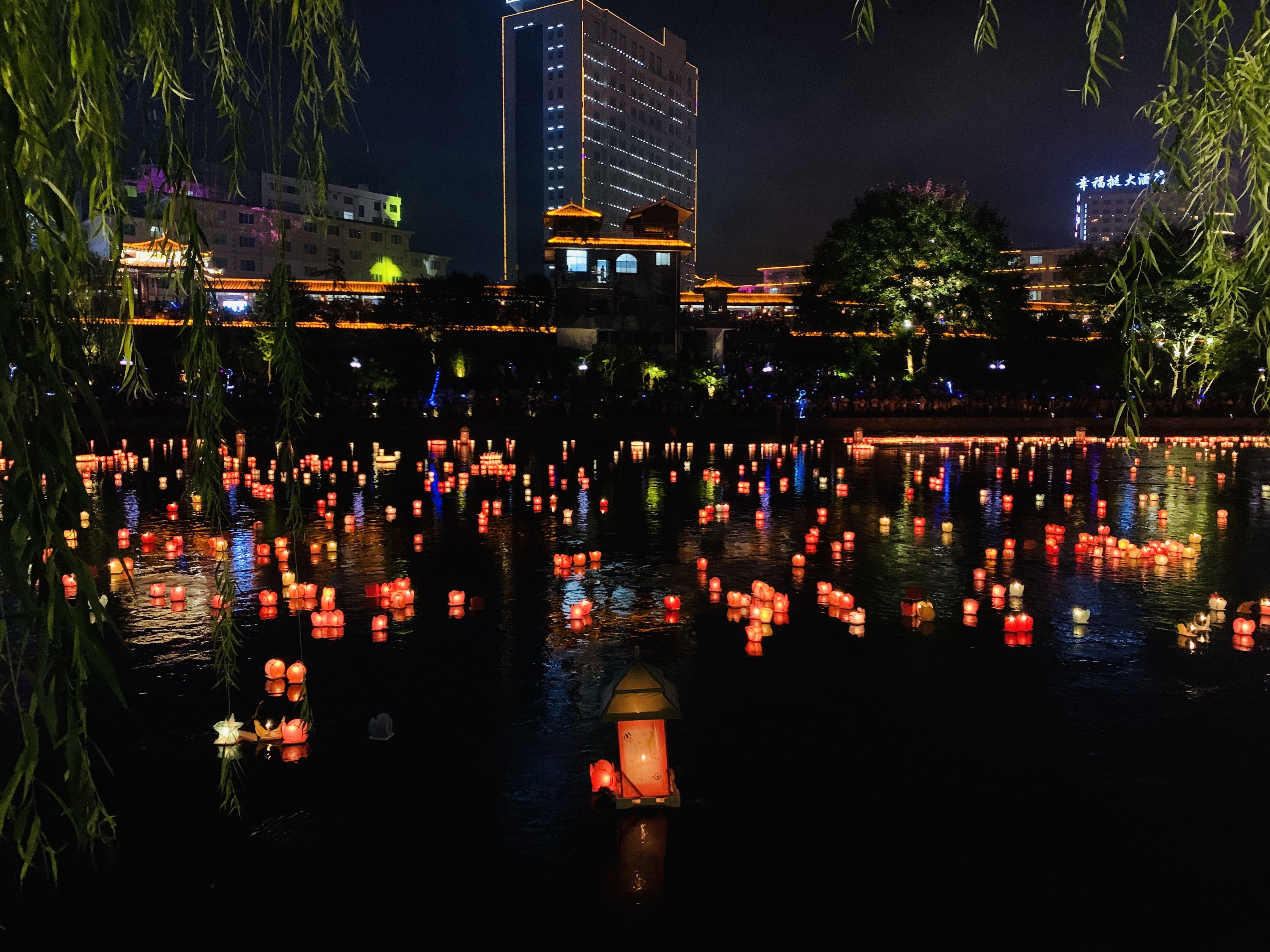
中元での灯篭流し（香港）
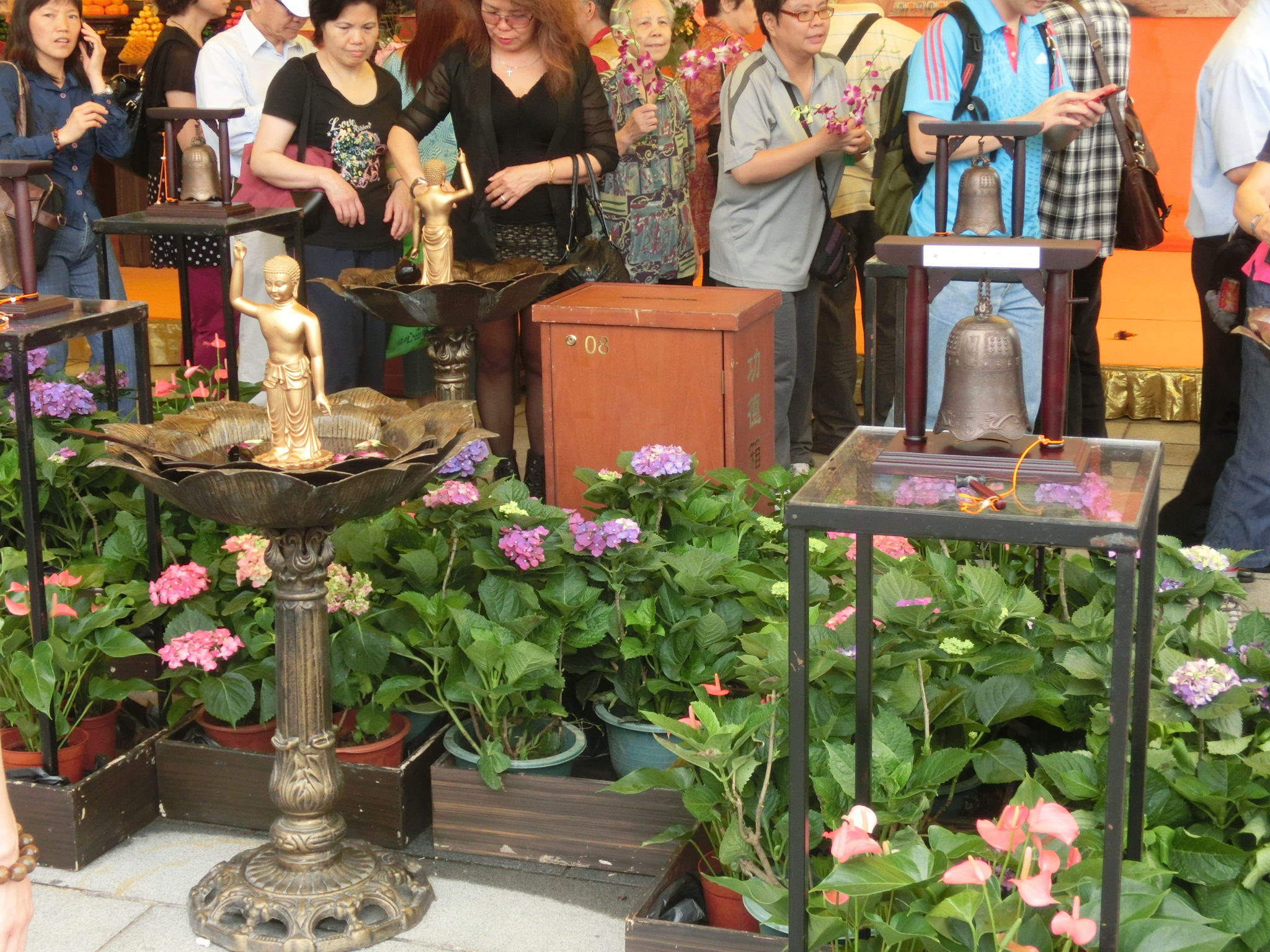
釈迦生誕日の祭り

## 備考
中国に伝来して以降、中国化したとされる仏教だが、漢訳仏典については、その逆の現象をたどっており、初期の漢訳仏典の方が中国的要素を多分に含み、当初は中国人に分かりやすくしていた。例えば、「生き物」とするべき語訳を「人間」としたり、儒教に見られる人間中心主義の影響が見られる。当時の中国人に人以外の生物が人と共に救済されるべきとした説は難しかったものとみられる。つまり仏教の神髄ともいえる教えを初期の布教者は避けていた傾向があり、後世になって仏典のインド化が進んだ。